# Apocrita
Gli apocriti (Apocrita Gerstaecker, 1867) sono un sottordine di insetti comprendente, nell'albero cladogenetico dell'ordine degli imenotteri, le forme più derivate, contrapposte alla linea evolutiva dei Symphyta.

## Descrizione

### Regione toracico-addominale
I caratteri distintivi degli Apocriti risiedono nella struttura morfologica delle regioni del torace e dell'addome, marcatamente modificata rispetto alla struttura tipica del corpo degli insetti:
1. Il primo segmento addominale (urite) concorre a formare la regione del torace: assumendo la fisionomia di un quarto segmento toracico, detto propodeo, è strettamente connesso al metatorace distinguendosi morfologicamente dal resto dell'addome.
2. L'addome è suddiviso in due regioni morfologiche: anteriormente il peziolo, posteriormente il gastro. Il peziolo assume la forma di un sottile peduncolo, più o meno allungato, che congiunge il resto dell'addome al torace. Alla formazione del peziolo concorrono il II urite oppure il II e III urite. Di conseguenza l'addome apparente, il gastro, è formato dai restanti uriti, a partire dal III o dal IV.

In alcuni Apocriti, appartenenti alla superfamiglia dei Calcidoidei, il peziolo è piuttosto ridotto al punto che l'addome è apparentemente sessile. In tutti gli altri Imenotteri Apocriti l'addome è visibilmente peduncolato e in alcuni gruppi sistematici il peziolo raggiunge una notevole lunghezza.

### Ovopositore
L'altra caratteristica morfologica distintiva degli Apocriti risiede nella struttura dell'ovopositore. Alla formazione di questo organo concorrono l'VIII e IX urite. Morfologicamente si presenta composto da due coppie di processi latero-ventrali ai quali sono connesse 3 coppie di processi detti valvule particolarmente sviluppati in lunghezza. I processi laterali sono distinti in due coppie di valviferi, formati rispettivamente dai due uriti. Alla prima coppia di valviveri si connettono due espansioni laminari di forma quadrangolare, dette lamine quadrate. Le valvule sono rispettivamente denominate prime, seconde e terze valvule. Le prime valvule sono fuse a formare una guaina in cui scorre la coppia delle seconde valvule. Le terze valvule, setolose e poco sclerotizzate, formano una sorta di astuccio allungato che racchiude le altre valvule. Le prime e seconde valvule sono fortemente sclerotizzate e formano un organo, detto terebra, in grado di penetrare, talvolta, tessuti vegetali particolarmente resistenti come il legno o la corteccia degli alberi, la cuticola di altri insetti, l'epidermide dei Mammiferi. 
In alcuni gruppi sistematici, riuniti nella vecchia sezione dei Terebrantia, la terebra è particolarmente allungata e viene usata come ovopositore. Questi Apocriti, per la maggior parte parassiti di altri Artropodi, sono in grado di perforare con la terebra materiali anche di notevole spessore e depositare le uova in profondità fino a raggiungere le vittime. Nei restanti Apocriti, riuniti nella vecchia sezione degli Aculeata, l'apertura genitale femmine è fisicamente distanziata dalla base dell'ovopositore e la terebra ha perso la sua primitiva funzione trasformandosi in un organo di offesa e difesa, detto aculeo o pungiglione. Il pungiglione è retratto nell'addome e viene estroflesso al momento dell'uso.

### Apparato boccale
L'apparato boccale è masticatore oppure masticatore-lambente o masticatore-succhiante. In alcuni gruppi sistematici (Apoidea) le mandibole perdono del tutto la loro primitiva funzione e sono utilizzate per altri scopi, come organi di lavoro o di trasporto, lasciando alla ligula la funzione dell'assunzione di cibi liquidi (apparato boccale secondariamente succhiante o lambente).
Gli Apocriti hanno svariati regimi alimentari. Gli adulti possono nutririsi di liquidi zuccherini, con dieta eventualmente integrata dal polline, oppure sono carnivori (zoofagi o artropofagi), oppure onnivori. Poche sono le forme fitofaghe. 

### Stadi giovanili
Le larve sono apode e anoftalme e morfologicamente semplificate, incapaci di vita autonoma. Nelle forme parassite svolgono il loro sviluppo all'interno di un ospite, in quelle fitofaghe all'interno di tessuti vegetali (spesso trasformati in galle), oppure all'interno di nidi predisposti dalla femmina o da una vera e propria comunità nelle forme sociali. L'alimentazione delle larve che si sviluppano nei nidi è curata dagli adulti e la dieta è basata su vittime predate oppure materiali vegetali oppure liquidi zuccherini arricchiti di polline (miele).

## Tassonomia
Agli Apocriti appartengono circa 70 famiglie suddivise in 14 superfamiglie
- - Superfamiglia Apoidea
    - Famiglia Ampulicidae
    - Famiglia Andrenidae
    - Famiglia Apidae
    - Famiglia Colletidae
    - Famiglia Crabronidae
    - Famiglia Halictidae
    - Famiglia Heterogynaidae
    - Famiglia Megachilidae
    - Famiglia Melittidae
    - Famiglia Sphecidae
    - Famiglia Stenotritidae

  - Superfamiglia Ceraphronoidea
    - Famiglia Ceraphronidae
    - Famiglia Megaspilidae

  - Superfamiglia Chalcidoidea
    - Famiglia Agaonidae
    - Famiglia Aphelinidae
    - Famiglia Chalcididae
    - Famiglia Encyrtidae
    - Famiglia Eucharitidae
    - Famiglia Eulophidae
    - Famiglia Eupelmidae
    - Famiglia Eurytomidae
    - Famiglia Leucospidae
    - Famiglia Mymaridae
    - Famiglia Ormyridae
    - Famiglia Perilampidae
    - Famiglia Pteromalidae
    - Famiglia Rotoitidae
    - Famiglia Signiphoridae
    - Famiglia Tanaostigmatidae
    - Famiglia Tetracampidae
    - Famiglia Torymidae
    - Famiglia Trichogrammatidae

  - Superfamiglia Chrysidoidea
    - Famiglia Bethylidae
    - Famiglia Chrysididae
    - Famiglia Dryinidae
    - Famiglia Embolemidae
    - Famiglia Plumariidae
    - Famiglia Sclerogibbidae
    - Famiglia Scolebythidae

  - Superfamiglia Cynipoidea
    - Famiglia Austrocynipidae
    - Famiglia Cynipidae
    - Famiglia Figitidae
    - Famiglia Ibaliidae
    - Famiglia Liopteridae

  - Superfamiglia Evanioidea
    - Famiglia Aulacidae
    - Famiglia Evaniidae
    - Famiglia Gasteruptiidae

  - Superfamiglia Ichneumonoidea
    - Famiglia Braconidae
    - Famiglia Ichneumonidae

  - Superfamiglia Megalyroidea
    - Famiglia Megalyridae

  - Superfamiglia Mymarommatoidea
    - Famiglia Mymarommatidae

  - Superfamiglia Platygastroidea
    - Famiglia Platygastridae
    - Famiglia Scelionidae

  - Superfamiglia Proctotrupoidea
    - Famiglia Austroniidae
    - Famiglia Diapriidae
    - Famiglia Heloridae
    - Famiglia Maamingidae
    - Famiglia Monomachidae
    - Famiglia Pelecinidae
    - Famiglia Peradeniidae
    - Famiglia Proctorenyxidae
    - Famiglia Proctotrupidae
    - Famiglia Roproniidae
    - Famiglia Vanhorniidae

  - Superfamiglia Stephanoidea
    - Famiglia Stephanidae

  - Superfamiglia Trigonalyoidea
    - Famiglia Trigonalyidae

  - Superfamiglia Vespoidea
    - Famiglia Bradynobaenidae
    - Famiglia Formicidae
    - Famiglia Mutillidae
    - Famiglia Pompilidae
    - Famiglia Rhopalosomatidae
    - Famiglia Sapygidae
    - Famiglia Scoliidae
    - Famiglia Sierolomorphidae
    - Famiglia Tiphiidae
    - Famiglia Vespidae

Nella classificazione tradizionale queste superfamiglie erano ripartite in due sezioni:
- Terebrantia (syn. Parasitica): imenotteri forniti di vera terebra, in gran parte parassiti o iperparassiti, in misura minore fitofagi.
- Aculeata: imenotteri con terebra trasformata in aculeo.

Questa suddivisione è stata ormai abbandonata: i Terebrantia sono risultati essere un raggruppamento parafiletico e quindi del tutto artificiale. L'orientamento attuale pertanto è quello di suddividere il sottordine nelle varie sottofamiglie. Altre differenze rispetto alla classificazione tradizionale riguardano la trasformazione di alcune superfamiglie nel rango di famiglie comprese all'interno di Apoidea e Vespoidea.